# Кожинское сельское поселение
Кожинское сельское поселение — бывшее (до 2014 года) муниципальное образование в Чернском районе Тульской области России.
Административный центр — деревня Кожинка.

## Население
| 2010 | 2012  | 2013  | 2014  |
| ---- | ----- | ----- | ----- |
| 1824 | ↘1748 | ↘1686 | ↘1624 |

## История
В 2014 году объединено с Липицким сельским поселением. Объединённое сельское поселение получило название Липицкое сельское поселение.

## Населённые пункты
В состав сельского поселения входили 30 населённых пунктов:
- деревни: Богородское, Бруски, Донок, Кожинка, Красивка, Лутово, Нагаево-Карбоньер, Новоселки, Петровское, Пишково, Пишково-Слобода, Рассоха, Розка, Сторожевое, Тимирязево, Уготь, Шаталово.
- посёлки: Красная Звезда, Украинец, Южный.
- сёла: Архангельское, Бортное, Ержино, Лужны, Репно-Никольское, Успенское, Черноусово.
- слободы: Заречная, Миллионная.
- хутор: Шагаев.

В 2013 году посёлок Украинец, деревни Бруски и Нагаево-Карбоньер присоединены к селу Архангельское.

## Достопримечательности
- Церковь Михаила Архангела (Архангельское)
- Церковь Успения Пресвятой Богородицы (Лужны)
- Недалеко от деревни Черноусово находится Автомузей Михаила Красинца.
- В деревне Красивка расположен Красивский психоневрологический интернат.